# Олонкин, Геннадий Никитич

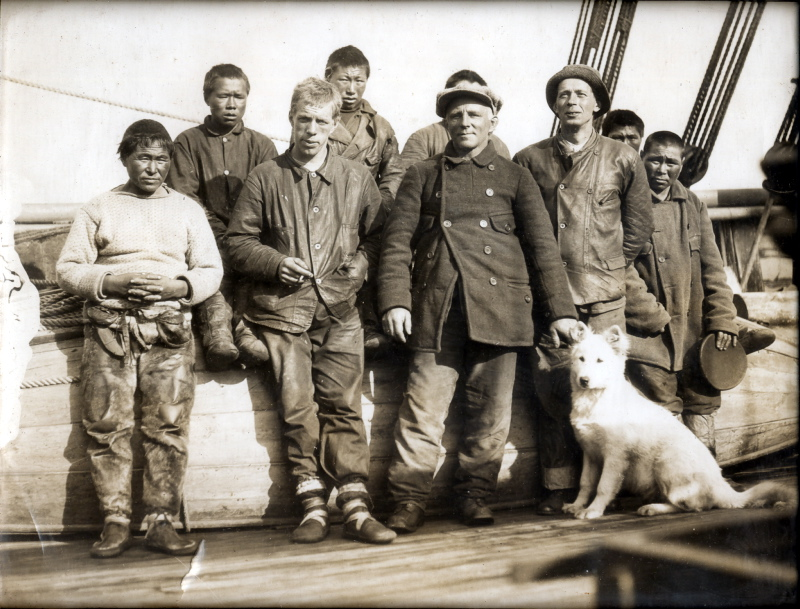
Геннадий Олонкин, третий слева

Генна́дий Ники́тич Оло́нкин, иногда ошибочно называется в СМИ Дмитрий Олонкин (норв. Gennadij Olonkin; 1898, деревня Кадь, Архангельская губерния — 1960, Тромсё, Норвегия) — русский и норвежский исследователь Арктики, участник экспедиций Руаля Амундсена и Умберто Нобиле.

## Биография
Отцом Геннадия был архангельский помор, мать — норвежка. Единственный сын из 12 детей его родителей.
Ещё в юношеские годы начал работать в Арктике на полярной станции Югорский Шар (в становище Хабарово). В 1918—1925 гг. был радистом и одновременно механиком в экспедиции Руала Амундсена на судне «Мод», где, несмотря на молодость, снискал уважение таких людей, как X. Свердруп и Ф. Мальмгрен. Он был одним из четырёх оставшихся на борту судна людей, попытавшихся пройти Беринговым проливом в 1921 г., и одним из трёх (вместе с Вистингом и Свердрупом), проработавшим на «Мод» до конца экспедиции. Весьма показателен и тот факт, что Амундсен включил Олонкина и в свою экспедицию на дирижабле «Норвегия», но неожиданно исключил из состава команды на Шпицбергене.
У. Нобиле вспоминал о нём так:

Это был русский юноша, высокий и очень худой, белокурый, с небесно-голубыми глазами. Он никогда не улыбался, что делало его на вид довольно суровым, но душа у него была прекрасная. Во время долгого пути из Рима в Кингсбей он отлично справлялся со своими обязанностями, принимая и отправляя десятки радиограмм. Под конец мы с ним стали добрыми друзьями. Лучшего радиста для этого полета найти бы не удалось.
Однако на следующий день после нашего прибытия в Кингсбей Готтвальдт, который руководил радиослужбой на борту дирижабля, сообщил мне, что из-за дефекта слуха, обнаруженного у Олонкина, он хочет заменить его радистом местной станции Сторм-Йонсеном. Я оцепенел от изумления: до сих пор Олонкин хорошо слышал! Готтвальдт ничего не ответил, но в тот же день, чтобы убедить меня, направил к русскому юноше врача, лечившего шахтеров, и тот, даже не побеспокоившись пригласить меня на проверку, подтвердил дефект слуха. Так добрый Олонкин был отстранен от участия в последнем полете. Он очень переживал это, Томазелли даже видел, как он плачет. Думаю, что истинной причиной исключения Олонкина из экспедиции было желание Амундсена иметь на борту еще одного норвежца. После этой замены в составе экспедиции оказались семь итальянцев, семь норвежцев, один швед и один американец.

Награждён норвежским орденом Св. Олафа (1926), удостоен норвежского гражданства (1926). До смерти работал в Институте метеорологических исследований города Тромсё. В 1928 и 1936 гг. участвовал в экспедициях на остров Ян-Майен (Jan Mayen). С 1958 года участвовал в развёртывании радионавигационных станций LORAN НАТО на острове Ян-Майен. Умер от рака. Был женат, имел сына и двух дочерей.
В честь Олонкина названо поселение Олонкинбюэн (норв. Olonkinbyen) и мыс Олонкина на Ян-Майене.